# Jindřich Přibík
Jindřich Přibík, rodným jménem Heinrich Karl Maxmilian Přibík (* 12. září 1944 Plzeň) je český fotograf. Věnuje se výtvarné a divadelní fotografii, audiovizuálním pořadům a reportážím (únor 2019).

## Život
Narodil se v rodině ředitele sklářské továrny Přibík a Fischer. Poprvé se s fotografií setkal v roce 1953 během rodinné dovolené ve Vysokých tatrách, kdy mohl sledovat při práci v temné komoře fotografa Ericha Tylínka. Poté dostal od otce svůj první fotoaparát Box-Tengor. Navštěvoval pak školní fotokroužek. Po maturitě na všeobecné střední škole (jedenáctiletce) v roce 1960 se hlásil na FAMU. Pro svůj "buržoazní" původ ale nebyl přijat. Proto nastoupil jako fotograf do Škodových závodů. V letech 1962-1963 pracoval jako fotograf v Západočeském muzeu. Byl ovlivněn fotografy, jejichž díla otiskoval švýcarský časopis Camera, tehdy dostupný v plzeňské vědecké knihovně.
V letech 1964-1969 vystudoval kameru a fotografii na Filmové a televizní fakultě Akademie múzických umění v Praze. Ve druhém ročníku byl jedním ze čtyř studentů kamery (Jiří Erml, Jindřich Přibík, Pavel Vácha, Antonín Vodák) které si vybral Ján Šmok pro nultý ročník samostatného studijního oboru umělecká fotografie. Souběžně studoval v letech 1965-1972 filosofii na Filosofické fakultě Univerzity Karlovy. Titul PhDr. získal za práci Hegelův vztah k umění, vedoucím jeho práce byl prof. Jan Patočka.
V roce 1973 emigroval do Belgie. Fotografoval divadlo (například experimentální divadlo Théâtre de l'Esprit Frappeur v Bruselu), věnoval se reklamní fotografii, spolupracoval s Jiřím Ermlem. Ve volném čase se věnoval své autorské tvorbě.
V roce 1997 se vrátil do České republiky a usadil se v jihočeské vsi Maříž.

## Dílo
| „                 | Koncepce fotografie jako zhotovované, ovlivňovatelné utváření perceptivních konstelací na papírové substanci, latentně umožňujících participaci na "pravdě věcí" prostřednictvím pociťované emoce, proces započatý intelektuálně či emotivně, kde intenzita prožitku, která je zamýšleným cílem tvůrce, poskytuje možnost zúčastnění se, v otvírání se smyslům věcí, v chápání jejich vztahů, v pociťování substance světa. Estetický, emocionální či intelektuální účinek v jistém, specificky nezastupitelném smyslu manifestace pravdy jako krásy. Prvek hry, zúčastněné nezúčastněnosti, utváří horizont konceptu. Intenzita, substance je pravda. | “ |
| — Jindřich Přibík | |   |

### Fotografické cykly
Autor řadí svá díla do více než čtyřiceti cyklů, které se stále rozrůstají a často překrývají. Je považován za jednoho z nejsložitějších tvůrců v kontextu české fotografie.
- Impresionismus (1953-1963),
- Krajiny / Geometrie (1955-2000), fotografie z cest po světě z dob po emigraci do Belgie (Freancie, Španělsko, Portugalsko, Spojené státy americké, Kanada) ke kterým autor později přidal své ranější práce,
- Dělníci (1960-1963), fotografie vytvořené mezi absolvováním střední školy a přijetím na FAMU,
- Reflexy / Plzeň (1962-1965), k tématu reflexů jej přivedly fotografie Eugène Atgeta a věnoval se jim dvacet pět let,
- Ve stopách nové věcnosti (1962-2008)
- Muzeum Plzeň (1963-1964), cyklus fotografií z doby, kdy působil v Západočeském muzeu v Plzni. Jednotlivé fotografie jsou doplněny texty,
- Nature Morte (1963-1986)
- Montáže (1963-2002), zvětšeniny ze starých, často poškozených skleněných desek, upravované solarizací. Do tohoto souboru je zařazen také cyklus Odsouzený (1965-1970),[3]
- Divadlo Járy Cimrmana (1965), reportážní fotografie ze začátků divadla,
- Reflexy / Figuríny (1968-1987)[1]
- série portrétů Jana Patočky (1971)

Dílo Jindřicha Přibíka je zastoupeno, uvádí se v monografii Jindřich Přibík (Torst 2008), například ve sbírkách: Polaroid Collection, Amsterdam, Nizozemsko; Bibliothèque Nationale de France, Francie; Collection Lambert, Švýcarsko; Muzeum moderního umění, New York, USA.

## Výstavy

### Samostatné výstavy
- 2003 Plzeň a okolí, Masné krámy, Plzeň
- 2005 O Bohu, smrti, a tak dále, Ateliér Josefa Sudka, Praha
- 2008 Jiří Erml a Jindřich Přibík, Muzeum fotografie a moderních obrazových médií, Jindřichův Hradec[4]

### Skupinové výstavy
- 1971 10 fotografů, Dům umění města Brna, Brno

## Publikace
- OSMAN, Colin. Jindřich Přibík. Creative Camera. 11. 1973, čís. 113, s. 376–377. ISSN 0011-0876. (anglicky)
- FÁROVÁ, Anna. Jindřich Přibík : Rekapitulace. Praha: České centrum fotografie, 2001. 89 s. ISBN 80-900734-1-7.
- PŘIBÍK, Jindřich. Jindřich Přibík : Depozitář 1963. Plzeň: Západočeská galerie, 2003. 94 s. ISBN 80-86415-23-6. Katalog výstavy: Západočeské muzeum v Plzni : výstavní síň Masné krámy Plzeň, 2003.
- VANČÁT, Pavel. Jindřich Přibík. Praha: Torst, 2008. 117 s. (Fototorst; sv. 30). ISBN 978-80-7215-347-3.
- PŘIBÍK, Jindřich. Plzeň emotivní = Pilsen emotional. Praha: Trico, 2010. 203 s. ISBN 978-80-904277-1-6.